# Altheim (Alb)
Altheim (Alb) – miejscowość i gmina w Niemczech, w kraju związkowym Badenia-Wirtembergia, w rejencji Tybinga, w regionie Donau-Iller, w powiecie Alb-Donau, wchodzi w skład związku gmin Langenau. Leży w Jurze Szwabskiej, ok. 20 km na północ od Ulm.